# Medinilla whitfordii
Medinilla whitfordii är en tvåhjärtbladig växtart som beskrevs av Elmer Drew Merrill. Medinilla whitfordii ingår i släktet Medinilla och familjen Melastomataceae.
Artens utbredningsområde är Filippinerna. Inga underarter finns listade i Catalogue of Life.